# Overton (North Yorkshire)
Overton is een civil parish in het bestuurlijke gebied Hambleton, in het Engelse graafschap North Yorkshire.